# 2016 a sportban
2016 a sportban a 2016-os év fontosabb sporteseményeit tartalmazza az alábbiak szerint:

## Események

### Január
- december 26–január 5. – U20-as jégkorong-világbajnokság, Helsinki
- január 2–16. – Dakar-rali
- január 3–9. – Hopman-kupa, Perth
- január 9–10. – összetett gyorskorcsolya Európa-bajnokság, Minszk
- január 10–16. – női U18-as divízió 1/A-s jégkorong-világbajnokság, Miskolc
- január 10–23. – férfi és női vízilabda-Európa-bajnokság, Belgrád
- január 11. – FIFA Aranylabda-átadás, Zürich
- január 14. – Az év magyar sportolója-díj átadás Budapest
- január 14–17. – sírepülő-világbajnokság, Bad Mitterndorf
- január 15–17. – madridi műugró-Grand Prix-verseny, Madrid[1]
- január 15–31. – férfi kézilabda-Európa-bajnokság, Lengyelország
- január 18–31. – Australian Open, Melbourne
- január 22–24. – rövid pályás gyorskorcsolya-Európa-bajnokság, Szocsi
- január 24–február 6. – női ökölvívó világbajnokság, Asztana
- január 25–31. – műkorcsolyázó-Európa-bajnokság, Pozsony
- január 29–31. – rostocki műugró-Grand Prix-verseny, Rostock[2]

### Február
- február 2–13. – 2016-os futsal-Európa-bajnokság, Belgrád
- február 7. – Super Bowl 50, Santa Clara
- február 11–14. – gyorskorcsolya távonkénti világbajnokság, Kolomna
- február 12–21. – 2016. évi téli ifjúsági olimpiai játékok, Lillehammer
- február 22–28. – biatlon Európa-bajnokság, Tyumeny
- február 22–28. – légfegyveres Európa-bajnokság, Győr
- február 26. – Megválasztották a Nemzetközi Labdarúgó-szövetség (FIFA) új elnökét. (Joseph Blattert 2015 május végén ötödször választották meg a FIFA elnökének, de négy nappal később bejelentette a lemondását, mivel a tisztújító kongresszus előtt két nappal korrupciós botrány robbant ki, mikor hét magas rangú FIFA–tisztségviselőt letartóztattak korrupció, zsarolás, csalás és pénzmosás vádjával.)[3]
- február 27–28. – gyorskorcsolya sprint világbajnokság, Szöul
- február 28–március 6. – asztalitenisz csapat-világbajnokság, Kuala Lumpur

### Március
- március 1–19. – női sakkvilágbajnokság, Lviv
- március 2–6. – pályakerékpáros-világbajnokság, London
- március 3–13. – biatlon-világbajnokság, Oslo
- március 5–6. – összetett gyorskorcsolya-világbajnokság, Berlin
- március 8–13. – birkózó-Európa-bajnokság, Riga
- március 10–30. – sakkvilágbajnokság világbajnokjelölti versenye, Moszkva
- március 11–13. – rövid pályás gyorskorcsolya-világbajnokság, Szöul
- március 12. – Liu Shaolin Sándor 500 méteren aranyérmet nyert, öccse, Liu Shaoang pedig 1500-on ezüst-, 500-on bronzérmet szerzett a szöuli rövidpályás gyorskorcsolya világbajnokságon.
- március 14–20. – junior műkorcsolya- és jégtánc-világbajnokság, Debrecen[4]
- március 17–20. – fedett pályás atlétikai világbajnokság, Portland
- március 20. – Formula–1 ausztrál nagydíj, Melbourne
- március 28.–április 3. – műkorcsolya- és jégtánc-világbajnokság, Boston
- március 28.–április 4. – IIHF női jégkorong-világbajnokság, Kamloops
- március 31.–április 3. – San Juan-i műugró-Grand Prix-verseny, San Juan[5]

### Április
- április 2–4. – Férfi magyar kézilabdakupa döntő
- április 3. – Formula–1 bahreini nagydíj, Bahrein
- április 7–9. – szinkronkorcsolyázó-világbajnokság, Budapest
- április 7–10. – gatineaui műugró-Grand Prix-verseny, Gatineau[6]
- április 10–16. – súlyemelő-Európa-bajnokság, Förde
- április 12–16. – magyar úszóbajnokság, Győr
- április 17. – Formula–1 kínai nagydíj, Sanghaj
- április 25–27. – vívó-világbajnokság (nem-olimpiai számok), Rio de Janeiro
- április 25–május 1. – Magyar női sakkbajnokság, Mándok
- április 30–május 1. – Női magyar kézilabdakupa döntő

### Május
- május 1. – Formula–1 orosz nagydíj, Szocsi
- május 3. – Megérkezik Brazíliába az olimpiai láng. (A Genfből Rióba érkező lángot Dilma Rousseff államelnök indította el, mellyel 12 ezer futó, 329 várost érintve érkezik meg az augusztus 5-i nyitóünnepségre a Maracana Stadionba. Az első futó a 2008-as és a 2012-es olimpián aranyérmes brazil női röplabda válogatott csapatkapitánya, Fabiana Claudino volt.)[7]
- május 5–21. – U17-es labdarúgó-Európa-bajnokság, Azerbajdzsán
- május 6–8. – evezős-Európa-bajnokság, Brandenburg an der Havel
- május 6–22. – IIHF jégkorong-világbajnokság, Moszkva, Szentpétervár
- május 6–29. – Giro d’Italia
- május 7. – magyar labdarúgókupa-döntő, Groupama Aréna
- május 8. – női EHF-bajnokok ligája-döntő Budapest
- május 9–22. – úszó-Európa-bajnokság, London
- május 11–24. – sakk-Európa-bajnokság, Gjakova
- május 15. – Formula–1 spanyol nagydíj, Barcelona
- május 18. – Európa-liga-döntő, Bázel
- május 20–28. – repülőhollandi-világbajnokság, Steinhude
- május 22–29. – öttusa-világbajnokság, Moszkva
- május 22.–június 5. – Roland Garros, Párizs
- május 25.–június 5. – tornász-Európa-bajnokság, Bern
- május 27.–június 7. – Női sakk-Európa-bajnokság, Mamaia
- május 28. – 2016-os UEFA-bajnokok ligája-döntő, Milánó
- május 29. – férfi EHF-bajnokok ligája-döntő
- május 29. – Formula–1 monacói nagydíj, Monte-Carlo
- május 29. – indianapolisi 500

### Június
- június 1–5. – strandröplabda-Európa-bajnokság, Biel
- június 4. – férfi vízilabda bajnokok ligája döntő, Budapest
- június 3–26. – Copa América, Amerikai Egyesült Államok
- június 10–július 10. – labdarúgó-Európa-bajnokság, Franciaország
- június 12. – Formula–1 kanadai nagydíj, Montréal
- június 16–25. – csapat bridzs-Európa-bajnokság, Groupama Aréna
- június 17–19. – ritmikus gimnasztika-Európa-bajnokság, Holon
- június 18–19. – Le Mans-i 24 órás verseny, Le Mans
- június 19. – Formula–1 európai nagydíj, Baku
- június 20–25. – vívó-Európa-bajnokság, Toruń
- június 24–26. – gyorsasági kajak-kenu Európa-bajnokság, Moszkva
- június 27–július 10. – wimbledoni teniszbajnokság, London

### Július

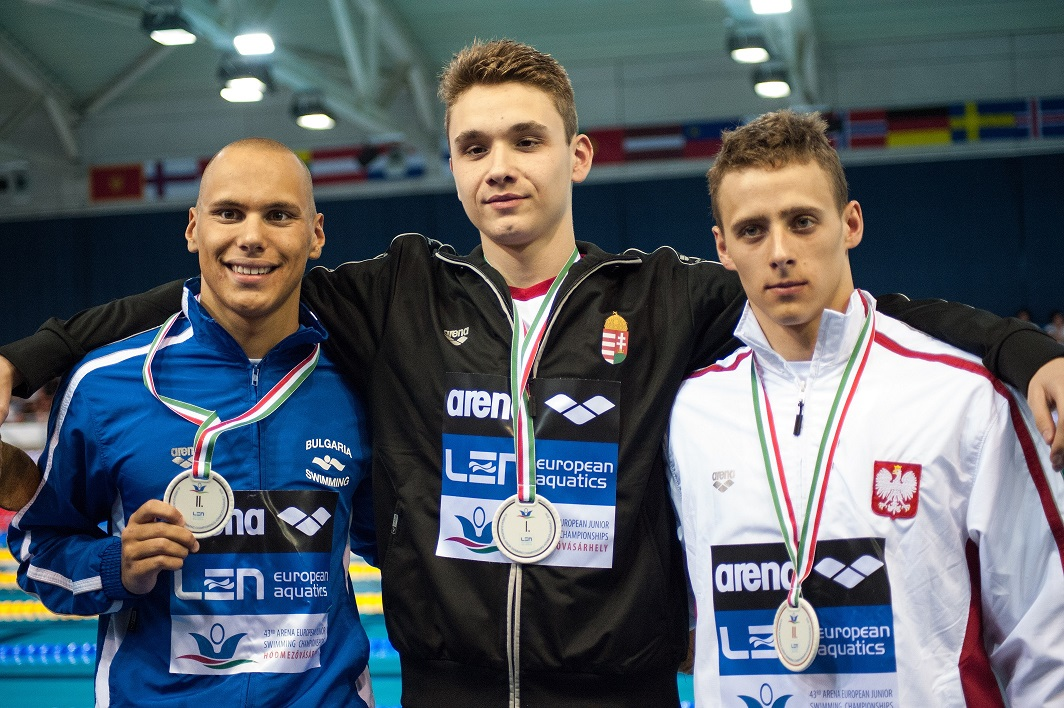
A junior úszó-Eb 200 méteres férfi pillangó döntősei: Antani Ivanov (BUL), Milák Kristóf (HUN) és Damian Chrzanowski (POL).

- július 1–3. – maratoni kajak-kenu Európa-bajnokság, Pontevedra
- július 3. – Formula–1 osztrák nagydíj, Spielberg
- július 2–24. – Tour de France
- július 4–11. – öttusa-Európa-bajnokság, Szófia
- július 4–12. – koronglövő-Európa-bajnokság, Lonato
- július 6–10. – junior úszó-Európa-bajnokság, Hódmezővásárhely
- július 6–10. – atlétikai Európa-bajnokság, Amszterdam
- július 8–17. – lovas világjátékok, Aachen
- július 10. – Formula–1 brit nagydíj, Silverstone
- július 11–24. – U19-es labdarúgó-Európa-bajnokság, Németország
- július 15–17. – bolzanói műugró-Grand Prix-verseny, Bolzano[8]
- július 15–23. – futócéllövő-világbajnokság, Suhl
- július 24. – Formula–1 magyar nagydíj, Mogyoród
- július 31. – Formula–1 német nagydíj, Hockenheim

### Augusztus
- augusztus 5–21. – XXXI. nyári olimpiai játékok, Rio de Janeiro
- augusztus 9. – UEFA-szuperkupa, Trondheim
- augusztus 20–szeptember 11. – Vuelta ciclista a España
- augusztus 21–28. – evezős-világbajnokság, Rotterdam
- augusztus 28. – Formula–1 belga nagydíj, Spa
- augusztus 29–szeptember 11. – US Open, New York

### Szeptember
- szeptember 1–14. – sakkolimpia, Baku
- szeptember 4. – Formula–1 olasz nagydíj, Monza
- szeptember 7–18. – 2016. évi nyári paralimpiai játékok, Rio de Janeiro
- szeptember 10–október 1. – futsal-világbajnokság, Kolumbia
- szeptember 11–18. – triatlon-világbajnokság, Cozumel
- szeptember 16–18. – maratoni kajak-kenu világbajnokság, Brandenburg an der Havel
- szeptember 17–október 1. – jégkorong-világkupa,  Toronto
- szeptember 18. – Formula–1 szingapúri nagydíj, Szingapúr

### Október
- október 2. – Formula–1 maláj nagydíj, Sepang
- október 9. – Formula–1 japán nagydíj, Szuzuka
- október 21–23. – kuchingi műugró-Grand Prix-verseny, Kuching[9]
- október 23. – Formula–1 amerikai nagydíj, Austin
- október 23–30. – WTA Finals, Szingapúr
- október 27–30. – Gold Coast-i műugró-Grand Prix-verseny, Gold Coast[10]
- október 30. – Formula–1 mexikói nagydíj, Mexikóváros

### November
- november 1–6. – WTA Elite Trophy, Csuhaj.
- november 4–6. – szingapúri műugró-Grand Prix-verseny, Szingapúr[11]
- november 11–30. – sakkvilágbajnokság döntő, New York
- november 13. – Formula–1 brazil nagydíj, Interlagos
- november 27. – Formula–1 abu-dzabi nagydíj, Abu-Dzabi

### December
- december 26–december 31. – Spengler-kupa, Davos

### Határozatlan dátumú események
- augusztus
  - Megnevezik az új sportágakat, melyek felkerülhetnek a 2020-as tokiói nyári olimpia programjába.[12]
  - A teljes orosz csapatot eltiltja a riói paralimpián való részvételtől a Nemzetközi Paralimpiai Bizottság (NPB).[13]

## Halálozások

### Január
- január 1. – Merv Lincoln, ausztrál középtávfutó, olmipikon (* 1933)
- január 3. – Bill Plager, kanadai jégkorongozó (*1946)
- január 10. – Kalevi Lehtovirta, válogatott finn labdarúgó, csatár, edző (* 1928)
- január 22. – Ivan Bilský, csehszlovák válogatott szlovák labdarúgó, középpályás (* 1955)
- január 27. – Peter Baker, angol labdarúgó, hátvéd (* 1931)

### Február
- február 4. – Dave Mirra, amerikai BMX és ralikrossz versenyző, üzletember (* 1974)
- február 20. – Muhamed Mujić, olimpiai és Európa-bajnoki ezüstérmes jugoszláv válogatott bosnyák labdarúgó, csatár, edző (* 1933)
- február 24. – Rafael Iriondo, spanyol válogatott baszk labdarúgó, csatár, edző (* 1918)
- február 26.
  - Andy Bathgate, Stanley-kupa-győztes, HHOF-tag, kanadai jégkorongozó (* 1932)
  - Holvay Endre, sportvezető, edző, röplabdázó (* 1918)

### Március
- március 10.
  - Bill Gadsby, HHOF-tag, kanadai jégkorongozó (* 1927)
  - Roberto Perfumo, argentin válogatott labdarúgó, hátvéd, edző (* 1942)
  - Vágvölgyi Mihály, labdarúgó (* 1950)
- március 11.
  - Balázs Jolán, kétszeres olimpiai bajnok román magasugró (* 1936)
  - Billy Ritchie, skót válogatott labdarúgókapus (* 1936)
- március 13. – Ken Broderick, olimpiai bronzérmes kanadai jégkorongkapus (* 1942)
- március 20. – Csjef Sándor, amatőr Európa-bajnok magyar ökölvívó, edző (* 1950)
- március 24. – Johan Cruijff, holland válogatott labdarúgó és edző (* 1947)
- március 25. – Raúl Cárdenas, mexikói válogatott labdarúgó, hátvéd, edző, olimpikon (* 1928)

### Április
- április 4. – Georgi Hrisztakiev, olimpiai ezüstérmes bolgár labdarúgó, hátvéd (* 1944)
- április 7. – Bárczay László, nemzetközi sakknagymester (* 1936)
- április 19. – Estelle Balet, kétszeres világbajnok svájci hódeszkás (* 1994)
- április 24. – Tommy Kono, kétszeres olimpiai bajnok amerikai súlyemelő (* 1930)
- április 25. – Dumitru Antonescu, román válogatott labdarúgó hátvéd, edző (* 1945)

### Május
- május 8. – Wolfgang Patzke, nyugatnémet olimpiai válogatott német labdarúgó, középpályás (* 1959)
- május 11. – Bobby Carroll, skót labdarúgó (* 1938)
- május 12. – Mike Agostini, trinidadi atléta, sprinter (* 1935)
- május 13.
  - Rodrigo Espíndola, argentin labdarúgó (* 1989)
  - Rabbit Kekai, amerikai profi szörfös, a modern szörfözés egyik atyja (* 1920)
- május 16. – Constant Huysmans, belga válogatott labdarúgóhátvéd (* 1928)
- május 22.
  - Velimir Sombolac, olimpiai bajnok jugoszláv válogatott szerb labdarúgó, edző (* 1939)
  - Szőcs Bertalan, világbajnoki ezüstérmes tőrvívó, edző (* 1934)
- május 27. – František Jakubec, cseh labdarúgó (* 1956)
- május 28.
  - David Cañada, spanyol országuti kerékpáros (* 1975)
  - Bryce Dejean-Jones, amerikai kosárlabdázó (* 1992)
- május 30.
  - Tom Lysiak, kanadai jégkorongozó (*1953)
  - Rick MacLeish, Stanley-kupa-győztes kanadai jégkorongozó (* 1950)

### Június
- június 3.
  - Muhammad Ali olimpiai és háromszoros világbajnok amerikai ökölvívó (* 1942)
  - Baranyi Szabolcs, Európa-bajnok teniszező, edző (* 1944) (k. n.)
  - Luis Salom, spanyol motorversenyző (* 1991)
- június 6. – Viktor Lvovics Korcsnoj, szovjet-svájci nemzetközi sakknagymester (* 1931)
- június 7. – Johnny Brooks, angol válogatott labdarúgó, csatár (* 1931)
- június 10. – Gordie Howe, (Mr. Hockey), négyszeres Stanley-kupa-győztes, HHOF-tag kanadai jégkorongozó (* 1928)
- június 16. – Luděk Macela, olimpiai bajnok csehszlovák válogatott cseh labdarúgó, hátvéd (* 1950)
- június 18. (vagy előtte) – Koczka Pál, válogatott kosárlabdázó, olimpikon (* 1939)
- június 19. (előtt) – Csányi József, labdarúgó, fedezet, edző (* 1933)
- június 30. – Martin Lundström, kétszeres olimpiai aranyérmes svéd sífutó (* 1918)

### Július
- július 10. – Anatolij Iszajev, olimpiai bajnok szovjet válogatott orosz labdarúgó, edző (* 1932)
- július 16. – Nate Thurmond, amerikai kosárlabdázó, Naismith Memorial Basketball Hall of Fame és National Collegiate Basketball Hall of Fame-tag (* 1941)
- július 17. - Wendell Anderson, olimpiai és világbajnoki ezüstérmes jégkorongozó (* 1933
- július 23.
  - Szalatnai Judit, Európa-bajnoki bronzérmes evezős, síelő, vitorlázó, edző (* 1933)
  - Peter Wenger, svájci válogatott labdarúgó, csatár (* 1944)
- július 25. – Artur Correia, portugál válogatott labdarúgó, hátvéd (* 1950)

### Augusztus
- augusztus 3. – Chris Amon, új-zélandi autóversenyző (* 1943)
- augusztus 11. – Rajna Károly, válogatott labdarúgó, hátvéd, sportvezető (* 1934)
- augusztus 19. – Nyina Ponomarjova, Európa-bajnok és kétszeres olimpiai bajnok szovjet-orosz diszkoszvető (* 1929)
- augusztus 23. – Berit Mørdre Lammedal, olimpiai aranyérmes norvég sífutó (* 1940)
- augusztus 26. – Anton Pronk, holland válogatott labdarúgó, hátvéd (* 1941)
- augusztus 27. – Alcindo, brazil válogatott labdarúgó, középpályás (* 1945)
- augusztus 30. – Josip Bukal, jugoszláv válogatott bosnyák labdarúgó, csatár, edző (* 1945)

### Szeptember
- szeptember 3. – Claudio Olinto de Carvalho, brazil labdarúgó, edző (* 1942)
- szeptember 4. – Zvonko Ivezić, jugoszláv válogatott szerb labdarúgó, csatár, edző (* 1949)
- szeptember 5. – Karl Schlechta, osztrák labdarúgó, edző (* 1921)
- szeptember 7. – Norbert Schemansky, olimpiai és világbajnok amerikai súlyemelő (* 1924)
- szeptember 13. – Ottavio Bugatti, olasz válogatott labdarúgó, kapus (* 1928)
- szeptember 21. – Ragnar Hvidsten, norvég válogatott labdarúgó, olimpikon (* 1926)
- szeptember 23.
  - Marcel Artelesa, francia válogatott labdarúgó (* 1938)
  - Yngve Brodd, olimpiai bronzérmes svéd labdarúgó, csatár, edző (* 1930)
  - Michel Rousseau, olimpiai bajnok francia kerékpárversenyző (* 1936)
- szeptember 24. – Mel Charles, walesi válogatott labdarúgó, csatár, hátvéd (* 1935)
- szeptember 25.
  - Henning Enoksen, olimpiai ezüstérmes dán labdarúgó, csatár, edző (* 1935)
  - René Marsiglia, francia labdarúgó, hátvéd, edző (* 1959)
- szeptember 26.
  - Giacomo Fornoni, olimpiai bajnok olasz kerékpárversenyző (* 1939)
  - Jackie Sewell, angol és zambiai válogatott angol labdarúgó, csatár (* 1927)
- szeptember 28.
  - Horváth Dezső, magyar labdarúgó, kapus (* 1970)
  - Seamus Dunne, ír válogatott labdarúgó, hátvéd, edző (* 1930)
- szeptember 29. – Herbert Martin, saar-vidéki válogatott német labdarúgó, csatár (* 1925)

### Október
- október 1. – David Herd, skót válogatott labdarúgó (* 1934)
- október 3. – Mário Wilson, mozambiki születésű portugál labdarúgó, hátvéd, edző (* 1929)
- október 8. – Guillaume Bieganski, francia válogatott labdarúgó (* 1932)
- október 19.
  - Luis María Echeberría, Európa-bajnok spanyol válogatott labdarúgó (* 1940)
  - Gary Sprake, walesi válogatott labdarúgó, kapus (* 1945)
- október 21. – Constantin Frățilă, román válogatott labdarúgó (* 1942)
- október 23. – Wim van der Voort, olimpiai ezüstérmes holland gyorskorcsolyázó (* 1923)
- október 24. – Reinhard Häfner, olimpiai bajnok keletnémet válogatott német labdarúgó, középpályás, edző (* 1952)

### November
- november 1. – Sverre Andersen, norvég válogatott labdarúgó, kapus, edző (* 1936)
- november 2. – Martin Lippens, belga válogatott labdarúgó, fedezet, edző (* 1934)
- november 5. – Marek Svatoš, szlovák jégkorongozó, olimpikon (* 1982)
- november 11. – Uwe Bracht, német labdarúgó, középpályás (* 1953)
- november 12. – Adolf Kunstwadl, német labdarúgó, hátvéd (* 1940)
- november 13. – Laurent Pokou, elefántcsontpari válogatott labdarúgó, csatár (* 1947)
- november 15. – Bobby Campbell, északír válogatott labdarúgó, csatár (* 1956)
- november 16. – Len Allchurch, walesi válogatott labdarúgó, csatár (* 1933)
- november 20. – Gabriel Badilla, Costa-Rica-i válogatott labdarúgó, hátvéd (* 1984)
- november 21. – René Vignal, francia válogatott labdarúgó (* 1926)
- november 26. – Alv Gjestvang, olimpiai ezüst- és bronzérmes norvég gyorskorcsolyázó (* 1937)
- november 28. – Adolfo Horta, háromszoros amatőr világbajnok és olimpiai ezüstérmes kubai ökölvívó (* 1957)
- november 29. – Marcos Danilo Padilha, brazil labdarúgókapus (* 1985)

### December
- december 1. – Joe McKnight, amerikai amerikaifutball-játékos, running back (* 1988)
- december 2. – Sammy Lee, kétszeres olimpiai bajnok amerikai műugró (* 1920)
- december 14. – Fosco Becattini, olasz válogatott labdarúgó, hátvéd, edző (* 1925)
- december 18.
  - Eddie Bailham, ír válogatott labdarúgó (* 1941)
  - Ken Baird, kanadai jégkorongozó (* 1951)
- december 19.
  - Ger Blok, holland labdarúgóedző (* 1939)
  - Phil Gagliano, World Series-győztes amerikai baseball-játékos (* 1941)
  - John Oakeley, brit világbajnok vitorlázó, olimpikon, nemes (* 1932)
  - Fidel Uriarte, spanyol válogatott baszk labdarúgó, csatár (* 1945)
- december 20. – Robert Eddins, amerikai amerikaifutballista, linebacker (* 1988)
- december 21.
  - Albert Bennett, angol labdarúgó (* 1944)
  - Şehmus Özer, török labdarúgó (* 1980)
- december 23. – Poul Pedersen, olimpiai ezüstérmes dán labdarúgó, csatár (* 1932)
- december 26. – Katona József, Európa-bajnok magyar úszó, vízilabdázó, edző, olimpikon (* 1941)
- december 29. – Néstor Gonçalves, Copa América bronzérmes uruguayi válogatott labdarúgó (* 1936)